# Kumogårds län

Slottslän i Finland 1595-1634.

Kumogårds län (finska: Kokemäenkartanon linnalääni) var ett svenskt slottslän i Finland från medeltiden fram till Axel Oxenstiernas länsreform 1634. Länets styresman hade sitt säte vid kungsgården Kumogård i Satakunta.
Länet innefattade huvudsakligen nuvarande landskapen Satakunta och Birkaland.
Länet upphörde 1634.

## Indelningar
- Nedre Satakunda härad[1]
  - Loimijoki socken
  - Vittis socken
  - Kumo socken
  - Eura socken
  - Euraåminne socken
  - Ulvsby socken
  - Närpes socken (senare i Österbotten)
- Övre Satakunda härad[1]
  - Tyrvis socken
  - Karkku socken
  - Kyro socken (Tavastkyro)
  - Birkala socken
  - Kangasala socken
  - Lempälä socken (Lembois)
  - Vesilax socken (Vesilahti)
  - Ruovesi socken